# Mundo Deportivo
Mundo Deportivo és el diari de premsa esportiva del Grupo Godó. Va néixer l'1 de febrer del 1906, amb el nom inicial de El Mundo Deportivo, primer com a setmanari i el 1929 com a diari. És la segona publicació esportiva més antiga del món, tot just després de la italiana Gazzetta dello Sport fundada el 1896.
Es publica a Barcelona en llengua castellana, amb el FC Barcelona com a club de referència, i a Madrid, essent allà un diari especialitzat per als aficionats de l'Atlètic de Madrid. També edita edicions especials per al País Basc a Biscaia, Guipúscoa i Àlaba.
El seu primer director fou el pioner de la premsa esportiva Narcís Masferrer, i el primer propietari Jaume Grau. El van seguir al capdevant del diari el seu fill Ricard Grau, Josep Torrents, José L. Lasplazas, Juan José Castillo, Manuel Tarín i Santi Nolla, que n'és l'actual director. Ricard Grau va vendre les seves participacions en l'amo de Tele/eXpres, Jaume Castell i aquest, uns anys després les vengué a Carlos Godó Valls, propietari de La Vanguardia.
Fou el primer diari que envià corresponsals a l'estranger, i treia una edició especial la mateixa tarda en què hi havia partit del Barça o l'Espanyol. Les seves pàgines han estat una escola de periodisme esportiu: hi han escrit Vicenç Esquiroç, Guerau García, Andreu Mercè Varela, Carles Pardo, Jaume Nolla, Javier de Dalmases, Celestí Martí Farreras, Ramón Torres, Miguel Delibes, Josep Maria Casanovas, Enric Bañeres o Jordi Basté. També ha comptat amb humoristes gràfics i caricaturistes de gran nivell, com Antoni Roca, Jacint Bofarull, Valentí Castanys, Joaquim Muntañola, Carlos Conti, José Peñarroya, Solís Àvila, Miquel Ferreres, o l'actual dibuixant Kap.
L'1 de febrer de 2009 la web del diari va obrir la seva hemeroteca online, on es poden consultar les notícies esportives des de 1906. L'any 2010 el diari va obtenir el Premi Males Pràctiques de Comunicació no Sexista de l'Associació de Dones Periodistes de Catalunya.
 El 25 de març de 2011 la pàgina web de Mundo Deportivo es va renovar completament i es canvià el domini passant de www.elmundodeportivo.es a www.mundodeportivo.com, adoptant un domini més global.
Des de 1948 i de forma anual, concedeix els Premis als millors esportistes de l'any en categoria masculina i femenina, que s'entreguen dins la Gran Gal·la de Mundo Deportivo.

## Directors d'El Mundo Deportivo[10]
1. Narcís Masferrer i Sala (1 de febrer de 1906 - 1920)
2. Ricardo Grau Escoda (1920 - 1929)
3. José Torrens Font (1929 - 1939)
4. Josep Leonci Lasplazas Pujolar (1939 - setembre de 1967)
5. Ricardo Grau Escoda (setembre de 1967 - octubre de 1976)
6. Juan José Castillo (octubre de 1976 - 1 de febrer de 1988)
7. Manuel Tarín Alonso (1 de febrer de 1988 - 1991)
8. Santi Nolla (2 de març de 1991 - avui)